# Schloss Oberglogau

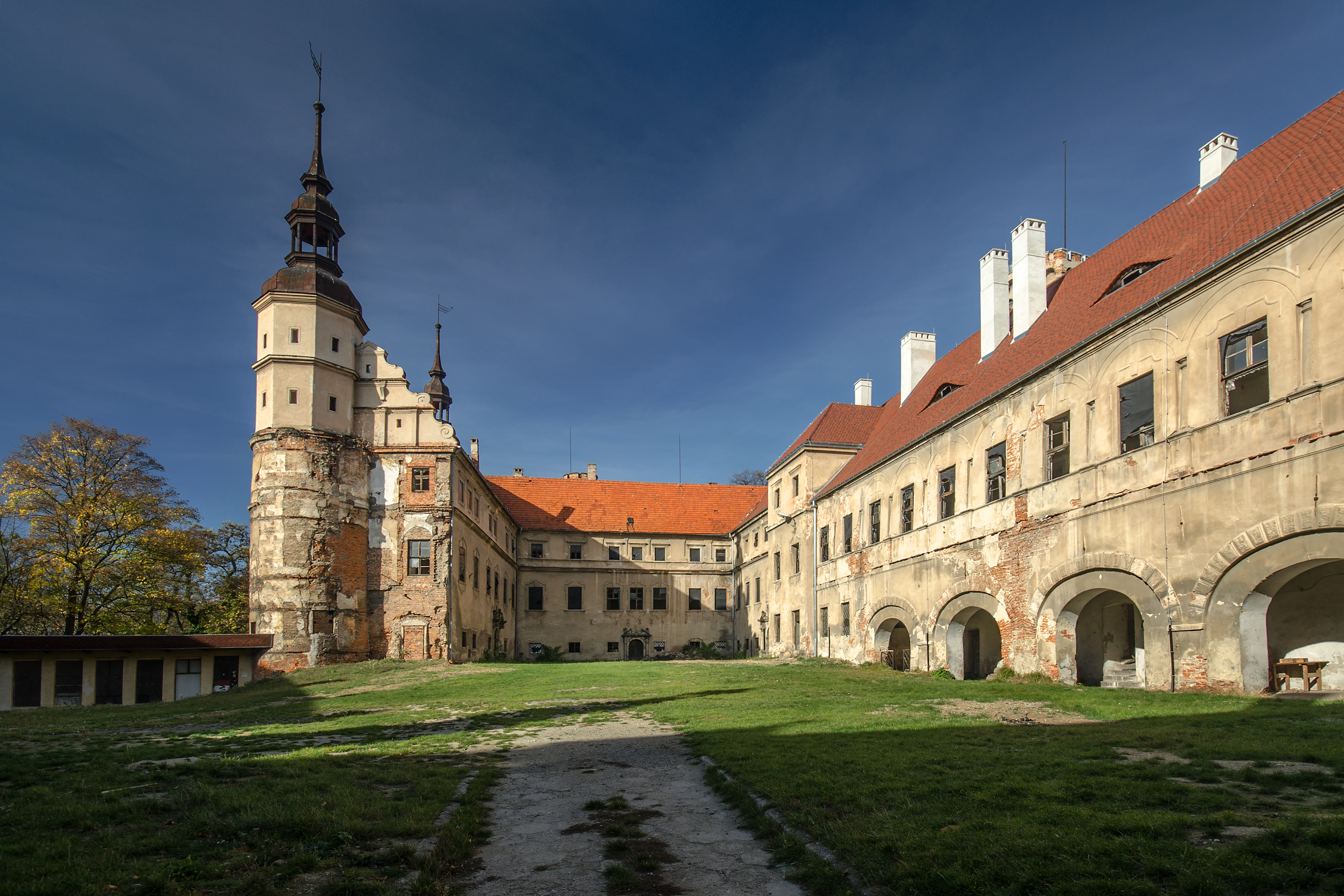
Schloss Oberglogau mit Innenhof und Oberschloss

Das Schloss Oberglogau (auch Schloss Oppersdorff; polnisch Zamek w Głogówku) ist eine Schlossanlage in Oberglogau im Powiat Prudnicki der Woiwodschaft Opole in Polen.
Unter Franz von Oppersdorff lebte 1806 Ludwig van Beethoven im Schloss Oberglogau.

## Geschichte

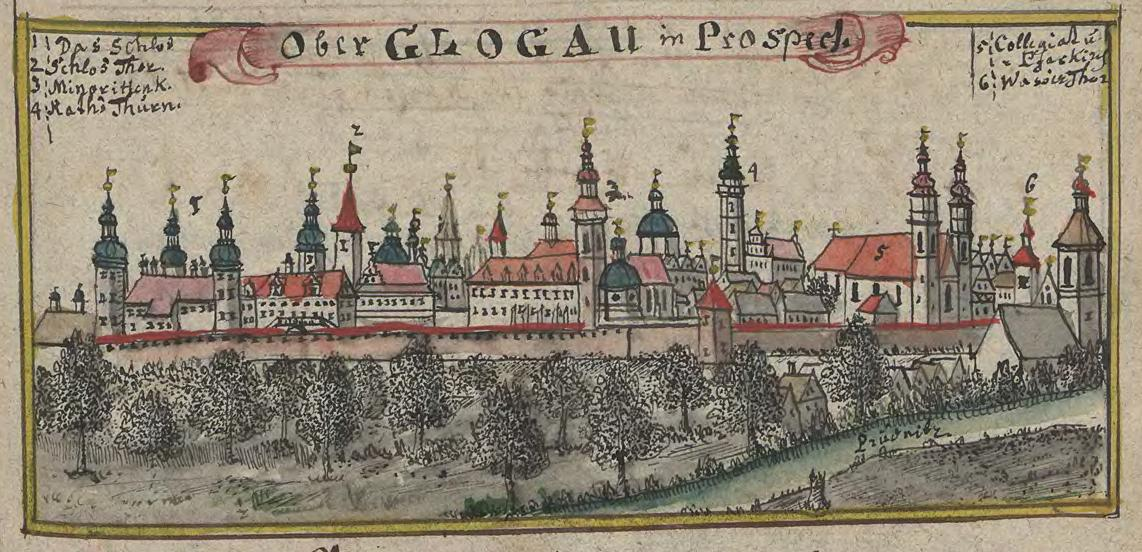
Oberglogau Mitte des 18. Jahrhunderts – links das Schloss Oberglogau

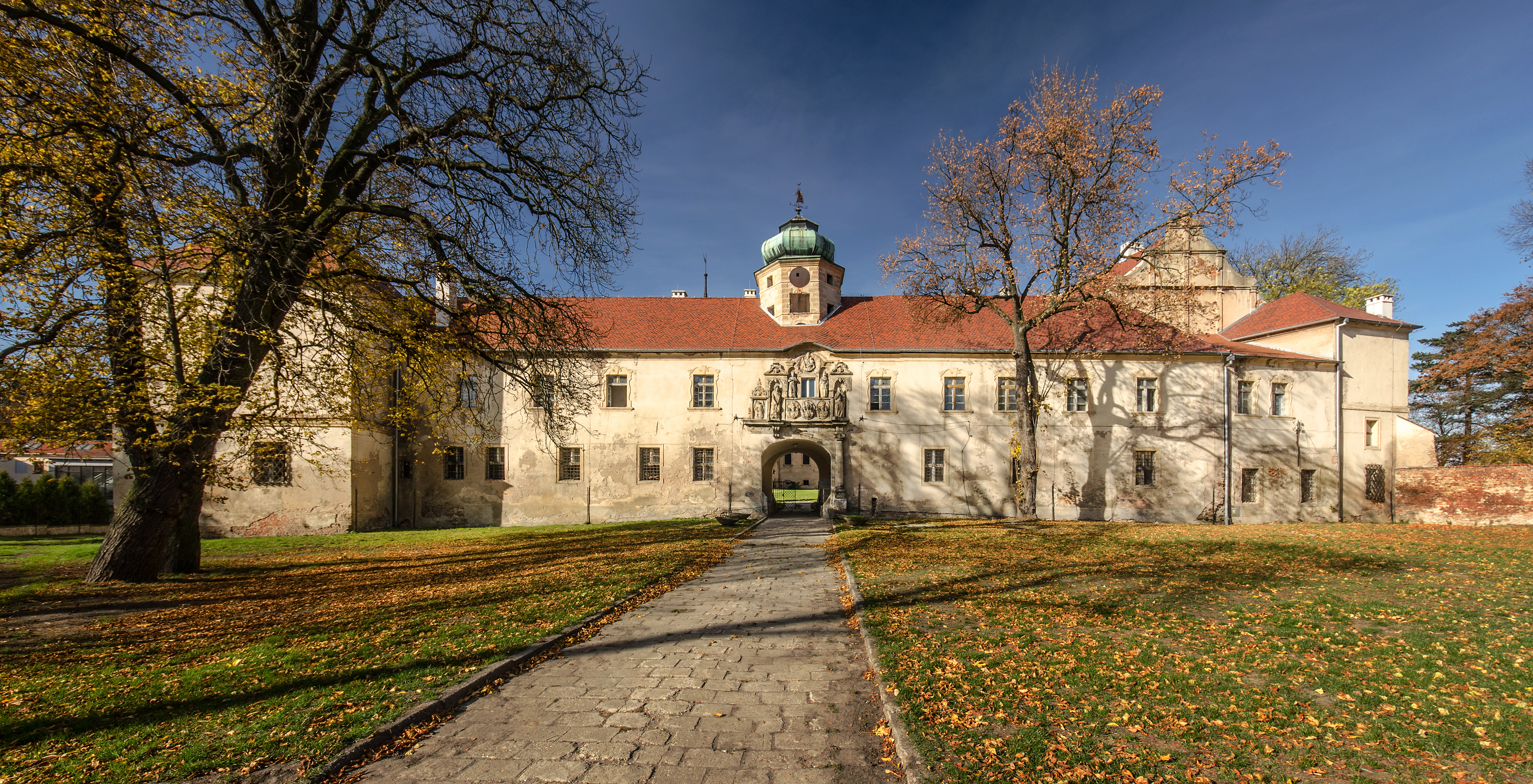
Hauptportal mit Niederschloss

Das Schloss wurde Ende des 13. Jahrhunderts durch den Oppelner Herzog Bolko I. errichtet. Von 1532 bis 1561 war es im Besitz der Herren von Zedlitz. Danach erwarben es die Herren von Oppelsdorf, in deren Besitz es bis zur Enteignung 1945 blieb.
Mitte des 16. Jahrhunderts wurde der mittelalterliche Schlossbau abgerissen und an gleicher Stelle eine Schlossanlage errichtet, die in ein  Ober- und ein Niederschloss unterteilt war. Das Oberschloss wurde 1561–1571 im Stil der Renaissance von Johann von Oppersdorf errichtet, der seit 1557 Landeshauptmann des Fürstentums Oppeln war. In den Jahren 1584 bis 1606 wurde der Bau um ein weiteres Stockwerk und fünfgeschossige Ecktürme erweitert. 1671 entstanden an der Hofseite drei Rundbogenportale. Das östlich anschließende Niederschloss wurde 1606 errichtet. Von 1645 bis 1647 wurde am Ostflügel eine quadratische Eckbastei ergänzt. Die Schlosskapelle entstand 1648–1668. Um 1671 erhielt das Gebäude ein Hauptportal im Stil der Spätrenaissance. Von 1743 bis 1783 wurde der Südflügel des Niederschlosses erweitert. Bis 1849 erfolgten unter Architekt Glück Umbaumaßnahmen am Schloss im Stil der Neogotik.
Mit dem Übergang an Polen nach dem Zweiten Weltkrieg 1945 wurde das Schloss zunächst als Jugendherberge sowie als Museum für Werke des Malers Jan Cybis genutzt. Seit 1954 steht das Schloss unter Denkmalschutz. In den 1990er Jahren stand das Gebäude leer und verfiel. 2005 verkaufte die Gemeinde Oberglogau das Schloss an einen privaten Investor, der das  Schloss zu einem Hotel und Konferenzzentrum umbauen wollte. Wegen fehlender Investitionen verfiel das Gebäude immer weiter und wurde deshalb 2013 nach einem Gerichtsbeschluss an die Gemeinde Oberglogau übertragen. Heute beherbergt das Schloss ein Regionalmuseum.

### Oppersdorff’sches Schlossarchiv
Im „Turmgangflügel“ des Schlosses (Stand 1937) ist das Reichsgräflich von Oppersdorff’sche Schlossarchiv untergebracht, eines der bedeutendsten schlesischen Privatarchive. Um 1930 wurde es nach Entgegenkommen des damaligen Besitzers, von der Historischen Kommission für Schlesien in Zusammenarbeit mit dem Staatsarchiv Breslau, im Rahmen der Bestandsaufnahme nicht-staatlicher Archive verzeichnet.
Es ist in vier Abteilungen untergliedert: Altes Archiv, Neues Archiv, Rezesse-Archiv sowie Urkunden- und Aktenbestand. Im Alten Archiv sind beispielsweise Standeserhöhungen und der Erbkaufbrief der Herrschaft Oberglogau aus dem Jahr 1595 enthalten, um nur die ersten zwei der fünfzehn Abteilungen des Alten Archivs zu erwähnen.

## Architektur

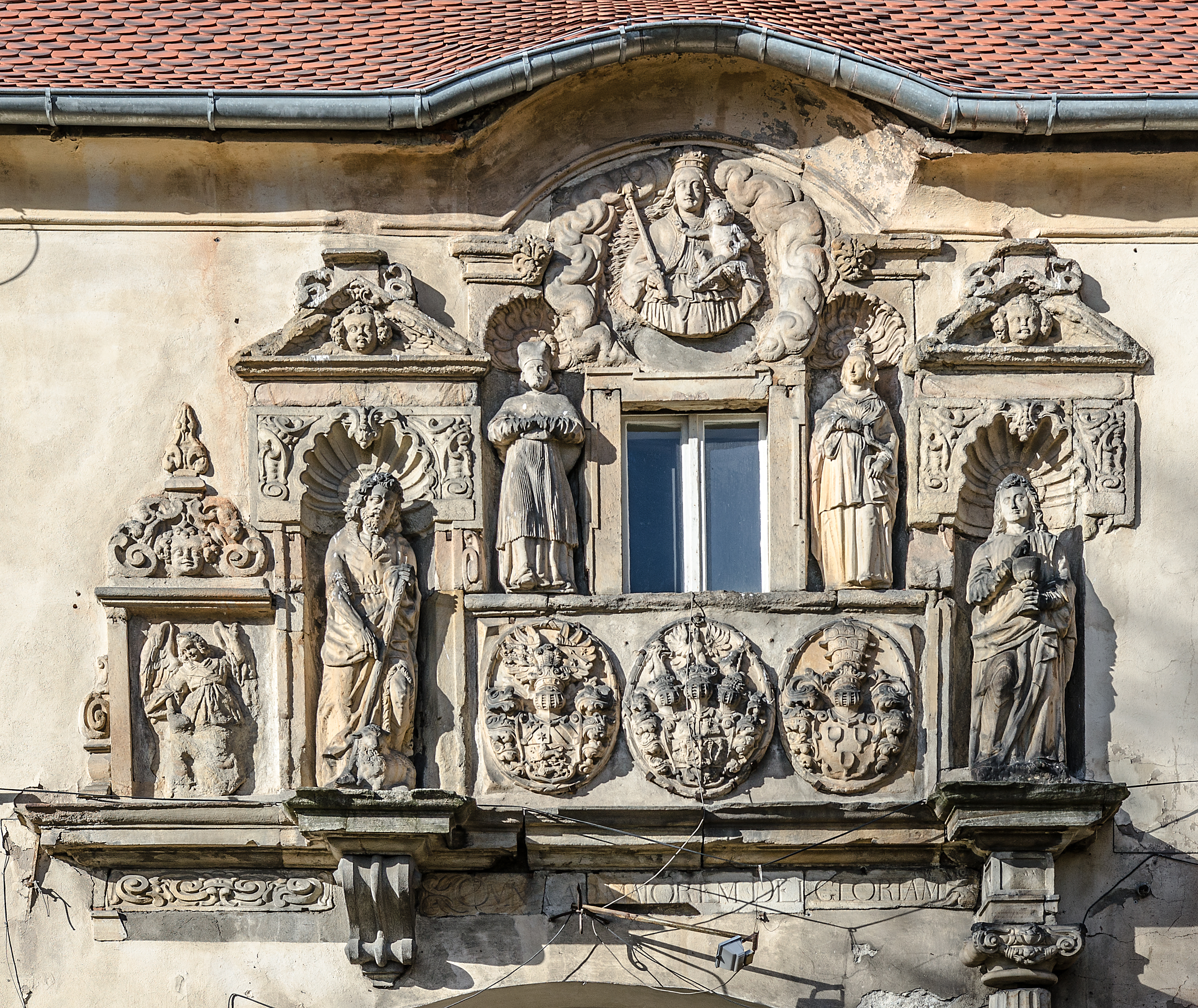
Relief des Hauptportals

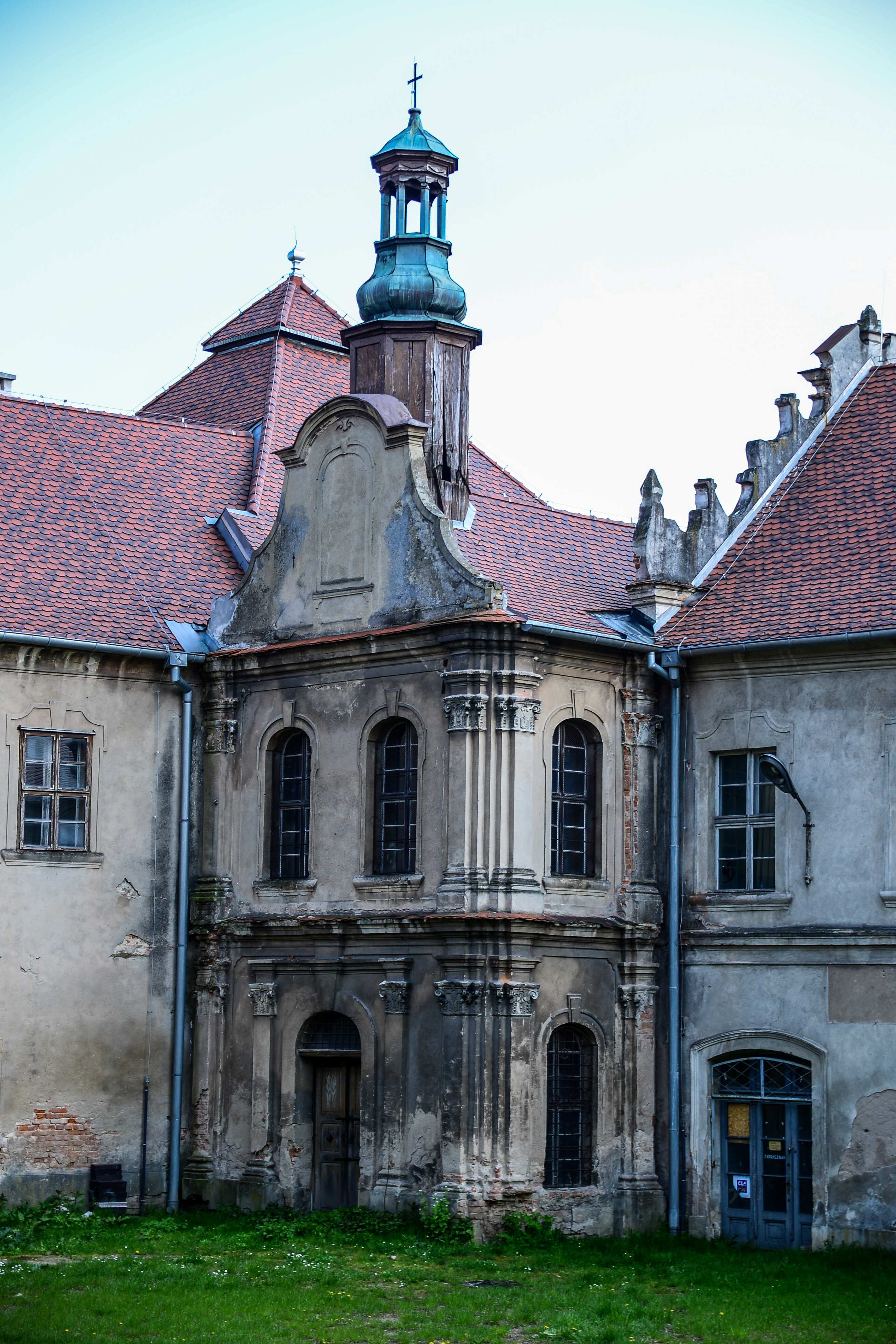
Schlosskapelle

### Oberschloss
Das Oberschloss entstand im Stil der Renaissance. Das dreigeschossige Gebäude besitzt drei Flügel sowie fünfgeschossige Ecktürme mit barocker Haube. Die Eingangsportale sind im barocken Stil. 

### Niederschloss
Das Niederschloss bildet die Hauptfront des Schlossbaus. Es beherbergt neben Wohnräumen eine Kapelle sowie die Schlossbibliothek. Der dreiflüglige Schlossbau mit zwei Geschossen besitzt ein Satteldach. Das Hauptportal im Stil der Spätrenaissance besitzt eine plastische Schmuckbekrönung und drei ovale Wappenkartuschen sowie Nischen mit den Figuren der hll. Candida und des Karl Borromäus. Weiterhin befindet sich am Portal ein Medaillon der hl. Muttergottes mit Kind sowie in den Seitennischen Darstellungen der hll. Johannes der Täufer und Johannes Evangelist und linksseitig ein Relief des Erzengels Michael. Der achteckige Uhrturm über dem Portal ist mit einem Glockendach bekrönt. 

### Schlosskapelle
Die Schlosskapelle zwischen Ost- und Südflügel wurde in den Jahren 1645–1668 im Stil des Barock errichtet. Der rechteckige Saalbau mit Vorhalle entstand vermutlich unter Mitwirkung der Steinmetzen Jakob Schwabe und Salomon Steinhafer. Die Fresken schuf um 1780 Franz Anton Sebastini. An der Südfassade befindet sich ein barocker Giebel mit Obeliskenbekrönung, an der Nordseite Karniesgiebel.